# Nick Gage
Nick Gage (nacido el 22 de septiembre de 1980) es un luchador profesional estadounidense, conocido por su trabajo en Combat Zone Wrestling (CZW). Gage actualmente trabaja bajo contrato no exclusivo en Game Changer Wrestling (GCW).
Gage ha sido ocho veces campeón mundial al ser Campeón Mundial Peso Pesado de CZW en cuatro ocasiones y Campeón Mundial de GCW en cuatro ocasiones. También fue una vez Campeón Mundial de IWA Mid-South, una vez Campeón Mundial de Insane Championship Wrestling (Wisconsin) y tres veces Campeón Mundial de GCW.

## Carrera

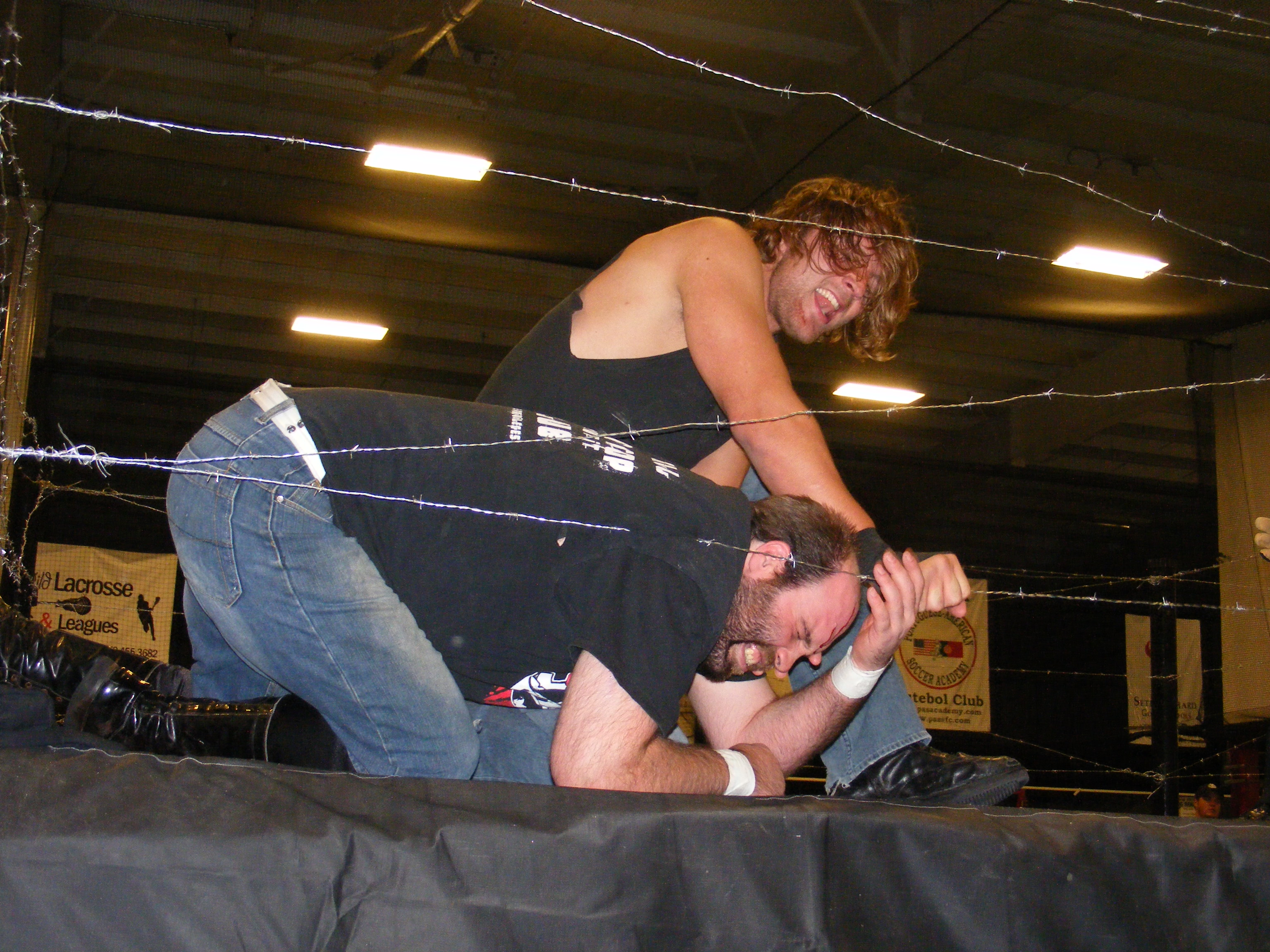
Jon Moxley contra Nick Gage en 2010

### Combat Zone Wrestling (1999-2010)
Gage es conocido por ser el primer Campeón Mundial Peso Pesado de CZW y por ser parte del equipo H8 Club. Antes de aliarse con Nate Hatred como el H8 Club, Gage ganó el Campeonato Mundial en Parejas de CZW con Zandig. Gage también encontraría un gran éxito en su carrera por el título CZW Ironman, que tuvo varios enfrentamientos brutales con LOBO, The Wifebeater, Nick Mondo y Mad Man Pondo. Uno de los combates más notables del período fue el primero, 200 Light Tubes Death Match contra The Wifebeater. Más tarde se uniría con Odio y lucharía con equipos como The Briscoe Brothers, VD y The Backseat Boyz. Juntos, ganaron el campeonato de parejas del H8 Club of Wifebeater y Justice Pain originales. Gage y Hatred se disolverían en 2003 cuando Hatred se uniera al stable de Messiah, el Hi-V. Gage y Odio se embarcarían en un feudo sangrienta uno contra el otro, compitiendo en un combate de tablas, combate de jaula, combate de collar de perro, así como un combate de muerte de 200 tubos de luz. Los dos intercambiarían el Big Japan Death Match Title entre sí. Gage tomaría parte en Cage of Death V: Suspendido, como parte del Equipo Zandig, para enfrentarse a Hi-V. Se pelearon durante casi un año y se encontraron en el combate Cage of Death en Cage of Death V. Al final del combate, Odio se volvió contra Messiah y se unió a Gage. Después de la reforma, recuperaron los títulos, pero lo perdieron en The Blackout. En Cage of Death VI, el H8 Club de Nick Gage y Nate Hatred se enfrentaron al H8 Club de Wifebeater y Justice Pain, y los ganadores ganaron el derecho al nombre del H8 Club. They would then win the tag team championship and hold it for many months before losing to Necro Butcher and Toby Klein. Esa noche, Nick Gage y Justice Pain se volvieron contra sus compañeros. Luego ganarían el campeonato de parejas y lo mantendrían durante muchos meses antes de perder ante Necro Butcher y Toby Klein.
Incluso después de la pérdida de los Campeonato Mundial en Parejas de CZW, Gage y su hermano continuarían peleándose con The Tough Crazy Bastards. Gage se encontraría en la final del Tournament of Death, junto con el Necro Butcher y el propietario de CZW, John Zandig. En este combate, Gage, literalmente, se incendiaría, debido a un Suplex fallido, que vio a Gage entregárselo a Zandig, sobre la cuerda superior y fuera del delantal, en un tablero en llamas, que incorporaba otras cualidades ultravioletas. Gage finalmente perdería el partido, como resultado de ser conducido a través de varios paneles de vidrio, así como una mesa, por Necro y su uso del Death Valley Driver. En el siguiente show, Gage interferiría en Necro's No Rope Barbed Wire Match con uno, J.C. Bailey. Gage y su hermano, la enemistad del juez Pain con Klein y The Butcher, continuarían hasta Cage of Death 7. En Cage of Death 7 en el combate Cage of Death, con Justice Pain y Zandig en el equipo de Gage y Joker y Toby Klein en el equipo de Necro. Después de Cage of Death, Gage y Necro Butcher pelearon en una triple amenaza sin combate de alambre de púas con J.C.Bailey por el Campeonato Ultraviolent Underground de CZW de Bailey, que Gage capturó esa noche. Gage luego se convirtió en comentarista de color para los DVD CZW, reemplazando a Eddie Kingston.
Además de sus actuaciones en el Tournament of Death, Gage también participó en el torneo IWA Mid-South King of the Deathmatch, compitiendo en cuatro de ellas. Durante 2003, Gage ingresó al torneo durante el ángulo CZW vs IWA-MS, que estaba sucediendo en ese momento. Gage fue capaz de eliminar la Dysfunction en la primera ronda, al derrotarlo en un 4-Corners of Pain Match, seguido de la derrota de "Mean" Mitch Page en un combate de lona de alambre de púas y cuerdas de tubo de luz en la segunda ronda. Sin embargo, Gage terminaría en el extremo perdedor durante la tercera ronda cuando perdió ante Mad Man Pondo en un combate de Bed of Nails & Caribbean Spider Web.

### Otras promociones (2007–2010)
Después de su regreso a la lucha libre profesional en diciembre de 2007, Gage volvería a la IWA-MS para su King of the Deathmatch 2008. The Future of Hardcore, junto con Danny Havoc, derrotaría al exfotógrafo Whacks en una primera ronda de Light Tubes & Ladders Match. La noche siguiente, Gage derrotaría a Freakshow en un Taped Fist Texas Death Match, pero sería derrotado por Devon Moore, su rival en CZW en ese momento, en una tercera ronda de Pyramids of Pain Death Match, que contó con Moore, Gage y "Diehard "Dustin Lee.
Menos de un año después, Nick se encontraría en el King of the Deathmatches 2009. Nick Gage perdería en la primera ronda contra Thumbtack Jack en un Deep Six Death Match, que consistía en cadenas, anzuelos y una estipulación de alambre de púas sin cuerdas.
"The Man" también compitió en dos Copas de Carnage consecutivas. En Carnage Cup 2008, Gage derrotó a Devon Moore en una partida de Fans Bring The Weapons en la primera ronda, seguida de derrotar a Prophet en una partida de tableros ultraviolentos. Sin embargo, Nick Gage perdería en la final ante Danny Havoc, en un 4-Way 200 Light Tubes Death Match que también involucra a Freakshow y Corey Shaddix.
En la Carnage Cup 2009, Gage obtendría una victoria sobre Insane Lane y Freakshow en la primera ronda, avanzando a la segunda ronda. Gage sería derrotado, una vez más, por Thumbtack Jack, en un Ultraviolent Boards & Thumbtack Cinderblocks Death Match.

### Regreso a CZW (2014-2015)
Durante el Tournament of Death 13 en 2014, DJ Hyde anunció que Nick Gage regresaría y sería el primer participante en el Tournament of Death 14. En CZW's Tangled Web el 18 de octubre de 2014, Matt Tremont retó a Gage a un combate cuando sale de prisión.
Gage hizo su regreso al ring en Proving Grounds 2015 contra Drew Gulak. En el Tournament of Death 14, Gage regresó al Tournament of Death, perdiendo ante Conor Claxton en la primera ronda.

### Regreso al circuito independiente (2015-presente)
El 10 de abril de 2015, Nick Gage hizo su primera aparición en la lucha libre después de ser liberado de prisión en el Torneo J-Cup de Jersey Championship Wrestling's Tag Team. Gage interrumpió una empresa de The Rogues, Jeff Cannonball y Brandon Kirk, golpeó a Cannonball con una silla y luego su bota raspó y le dio a Kirk un interruptor de choque. Gage y Lucky 13 perderían en la primera ronda contra el Beast Squad, formado por Monsta Mack y Kyle the Beast. Después del combate, Gage encendió a Lucky con una serie de chokebreakers.
Dado que Game Changer Wrestling (GCW) es su nuevo hogar principal desde 2015, Nick Gage ha declarado que Absolute Intense Wrestling es su segundo hogar para la lucha libre profesional debutando en 2015. En 2017, Gage entró en una pelea con Tim Donst. El 24 de noviembre de 2017 en AIW Hell On Earth 13, Gage derrotó a Donst para ganar el AIW Heavyweight Championship. Gage retendría contra Donst en la revancha en GCW Rulers Of The World el 29 de diciembre de 2017.
El 14 de enero de 2018, Nick Gage hizo su debut en Style Battle en el Episodio 8 de la Temporada 1. Gage se enfrentó a WALTER en un no-concurso que se extendió fuera del ring cuando ambos hombres se negaron a escuchar al Árbitro. La pelea terminó cuando Keith Lee se unió a la refriega y Clocked Gage en la cara con un antebrazo.
El 28 de julio de 2018, Nick debutó en Nova Pro Wrestling, perdiendo una Street Fight ante Tim Donst. La pelea vio disparos en la silla, un suplemento a través de una puerta del armario y un paquete de tubos de luz sobre la cabeza de Gage que termina el combate.

### Game Charger Wrestling (2017-presente)
El 3 de junio de 2017, Nick Gage ganó el Torneo de Survival 2 de Game Changer Wrestling (GCW), derrotando a Matt Tremont en la final al comienzo de lo que sería una trilogía de combates entre los dos. El 16 de septiembre de 2017, Tremont derrotó a Gage en el segundo partido de la trilogía en la final del Nick Gage Invitational II. Gage ganó el tercer y último combate, junto con el Campeonato de Peso Pesado de GCW, en el evento del segundo aniversario de GCW "Ready To Die" en un Three Layers Of Hell Match el 16 de diciembre de 2017.
El 5 de abril de 2019, Nick Gage derrotó a Shinjiro Otani en Joey Janela's Spring Break 3 Part 1 de GCW. El 6 de abril, en Doing Something de GCW, Orange Cassidy & Nick Gage derrotó a UltraMantis Black en un Deathmatch con temática navideña. Al final del combate, Maxwell Jacob Friedman (MJF) interfirió y atacó a Gage. El anfitrión del evento, Orange Cassidy, escupió niebla en la cara de MJF y Gage hizo su remate a MJF después.
Durante su reinado del título, Gage se convirtió en el campeón de peso pesado de GCW con el reinado más largo con un récord de 722 días, y su reinado terminó el 8 de diciembre de 2019, después de perder ante AJ Gray. Debido a su trabajo como campeón mundial de la GCW, Gage fue nombrado por Sports Illustrated como el décimo luchador del año en 2019. En el evento Spring Break en abril de 2021, Gage derrotó a Rickey Shane Page para ganar el Campeonato Mundial de GCW por segunda vez, lo que lo convierte en la única persona en tener el campeonato más de una vez. El 24 de julio de 2021, Gage perdió el título ante Matt Cardona en GCW Homecoming.
En enero de 2022, Gage y Matt Tremont derrotaron a The Briscoes en el evento principal de The WRLD On GCW para ganar los Campeonatos en Parejas de GCW. El 13 de agosto de 2022, The Briscoes recuperaron los títulos en el llamado "New H8 Club".
En el evento Fight Club de GCW el 8 de octubre, Gage ganó el Campeonato Mundial de GCW por tercera vez al derrotar a Jon Moxley en un combate de título contra carrera.

## Vida personal
Wilson creció en el Parque Nacional, Condado de Gloucester en Nueva Jersey. Cuando era niño, Wilson idolatraba a Lawrence Taylor. Wilson y su hermano Chris entrenaron juntos como luchadores profesionales.
En una entrevista a principios de 2010, Wilson declaró que había sido adicto al oxycontin y otros analgésicos durante al menos 10 años. En el momento del robo a un banco en 2010, Wilson estaba sin hogar, luego de ser desalojado de la casa donde había vivido con su novia y su madre.

### Historia legal
Wilson fue arrestado en 2005 por posesión de propiedad robada. Se declaró culpable y pagó una multa de $ 250, así como los costos judiciales.
El 30 de diciembre de 2010, las autoridades de Nueva Jersey anunciaron que estaban buscando a Wilson por presuntamente robar un banco de la PNC en Collingswood, Nueva Jersey, el 22 de diciembre. Durante el robo, Wilson entregó una nota a una empleada en el banco exigiendo dinero, y recibió aproximadamente $ 3,000. Después del robo, Wilson y su novia fueron a Atlantic City a jugar. Wilson se entregó a las autoridades el 31 de diciembre de 2010. El 15 de marzo de 2011, Wilson se declaró culpable de robo en segundo grado y el 29 de abril fue sentenciado a cinco años de prisión. Su declaración de culpabilidad fue parte de un acuerdo por una sentencia menor. Era elegible para libertad condicional el 31 de marzo de 2015, después de cumplir el 85% de su condena de cinco años. Fue puesto en libertad condicional en abril de 2015, pero violó la libertad condicional y fue encarcelado nuevamente. Fue liberado nuevamente en noviembre de 2016. Wilson también recibió la orden de pagar una indemnización tanto al banco como a la empleada a la que le había exigido el dinero.

## Campeonatos y logros
- Absolute Intense Wrestling
  - AIW Absolute Championship (1 vez)

- Big Japan Pro Wrestling
  - BJW Tag Team Championship (1 vez) – con Zandig

- Combat Zone Wrestling
  - CZW World Heavyweight Championship (4 veces)
  - CZW Iron Man Championship (2 veces)
  - CZW World Tag Team Championship (4 veces) – con Zandig (1), Nate Hatred (2) y Justice Pain (1)
  - CZW Ultraviolent Underground Championship (2 veces)
  - CZW Death Match Championship (1 vez)
  - Tournament of Death V (2006)
  - CZW Hall of Fame (2009)

- Game Changer Wrestling
  - GCW World Championship (4 veces – récord)[14]
  - GCW Tag Team Championship (1 vez) – con Matt Tremont[15]
  - Tournament of Survival II (2017)[16]
  - Nick Gage Invitational Ultraviolent Tournament 4 (2019)[17]

- Horror Slam Wrestling
  - Horror Slam Deathmatch Championship (1 vez)

- Independent Wrestling Association Mid-South
  - IWA Mid-South Heavyweight Championship (1 vez, actual)
  - IWA Mid-South Strong Style Championship (1 vez)
  - IWA Mid-South King of the Deathmatch (2018)

- Jersey All Pro Wrestling
  - JAPW Tag Team Championship (1 vez) – con Necro Butcher